# Sean Connery
Pour les articles homonymes, voir Connery.
Cet article possède un paronyme, voir Saint Gonnery.
Sean Connery [ˈʃɔːn ˈkɒnəɹi], né le 25 août 1930 à Édimbourg (Écosse) et mort le 31 octobre 2020 à Nassau (Bahamas), est un acteur et producteur britannique.
Révélé en devenant le premier acteur incarnant le personnage de James Bond au cinéma, il tient ce rôle, qui lui confère une célébrité mondiale, dans six films d'EON Productions — James Bond 007 contre Dr No (1962), Bons baisers de Russie (1963), Goldfinger (1964), Opération Tonnerre (1965), On ne vit que deux fois (1967) et Les diamants sont éternels (1971) — et revient dans le non officiel Jamais plus jamais (1983). En parallèle, il a tourné dans beaucoup d'autres films notables de l'époque, dont Pas de printemps pour Marnie (1964), Le Crime de l'Orient-Express (1974), L'Homme qui voulut être roi (1975) et Un pont trop loin (1977).
Après plusieurs années incertaines, il se renouvelle avec des rôles de mentors à partir des années 1980 dans de grands succès commerciaux comme Highlander (1986), Le Nom de la rose (1986), Les Incorruptibles (1987) et Indiana Jones et la Dernière Croisade (1989). Sa notoriété consolidée, il remporte de nombreux prix, dont l'Oscar du meilleur acteur dans un second rôle et le Golden Globe du meilleur acteur dans un second rôle pour Les Incorruptibles, le BAFTA du meilleur acteur pour son interprétation du moine Guillaume de Baskerville dans Le Nom de la rose et un Cecil B. DeMille Award en 1996 pour l'ensemble de sa carrière. Il prend sa retraite après son rôle d’Allan Quatermain dans La Ligue des gentlemen extraordinaires (2003).
Icône du cinéma britannique, Sean Connery est anobli par la reine Élisabeth II en 2000, pour services rendus au cinéma britannique devenant ainsi Sir Sean Connery. Il est également membre de l'ordre de l'Empire britannique. Fier de ses origines écossaises, il affiche publiquement son soutien à l'indépendantisme écossais.

## Biographie

### Jeunesse
Thomas Sean Connery naît le 25 août 1930 dans le quartier de Fountainbridge, situé à Édimbourg, en Écosse. Issu d'un milieu très modeste, il est le premier fils de Joseph Connery (1902-1972), ouvrier dans une usine de caoutchouc et chauffeur d'engins de chantiers et d'Euphemia McBain « Effie » McLean (1908-1985), femme de ménage,. Son père était un catholique d'ascendance irlandaise, alors que sa mère était une protestante écossaise.
À la naissance de son frère Neil, en 1938, il a huit ans et il doit travailler pour gagner sa vie. Il est distributeur de lait (milkman) le matin et apprenti boucher l'après-midi, après l'école.
Sean Connery abandonne l'école à l'âge de 13 ans. En 1946, il s'engage à seize ans dans la Royal Navy pour trois ans. Son entraînement se déroule à Portsmouth, au sein de l’école d’artillerie navale ainsi qu’avec les membres d’une équipe de contrôle anti-aérien. Quelques mois après son incorporation, il est assigné comme matelot à bord du porte-avion HMS Formidable, l’un des fleurons de la marine britannique ayant servi dans la mer du Japon durant la Seconde Guerre mondiale. Pendant sa période d'engagement, il se fait faire ses deux tatouages : sur un avant bras, l'inscription « Dad and Mum » (« Papa et Maman ») et sur l'autre « Scotland forever » (« Écosse pour toujours »).
Deux ans plus tard, à l’âge de dix-neuf ans, Sean Connery est réformé à cause d'un ulcère gastro-duodénal (UGB), un mal dont souffre la plupart des jeunes hommes de sa famille. Il vit alors de divers petits métiers : maçon, livreur, terrassier, maître-nageur à la piscine de Portobello (quartier à Edimbourg), homme à tout faire dans les coulisses du King’s Theatre et, pour quinze shillings de l’heure, modèle pour les étudiants de l’Edinburgh College of Art, qui admirent sa carrure et sa beauté.
Grâce à Archie Brennan, un ami bodybuilder ayant décroché le titre de Mr. Scotland, il travaille même comme polisseur de cercueils et commence à s'adonner au culturisme. Il indique dans sa biographie qu'il décroche la 3e place du concours de Mister Univers en 1950. Cependant, il ne figure pas dans le palmarès officiel. Probablement Sean Connery faisait-il allusion à la troisième place du concours junior à Londres. C'est cependant par le canal du culturisme qu'un autre compétiteur lui suggère de passer une audition pour un rôle de figurant dans la comédie musicale South Pacific, qui sera jouée en 1951.
C'est ainsi qu'au début des années 1950, il rencontre son premier véritable amour, la jeune actrice Carol Sopel, dont les parents, juifs orthodoxes, refusent le mariage. Un moment brisé de chagrin, il se reprend et s'interdit toute sensiblerie, se fabriquant un personnage de macho ténébreux.
Il compte alors ses premiers engagements. Durant cette décennie, il apparaît tour à tour à la télévision, au théâtre dans Point of Departure, A Witch in Time, Témoin à charge d'Agatha Christie et au cinéma, en 1955, dans Geordie de Frank Launder et Au bord du volcan (Action of the Tiger) de Terence Young, qui constituent son apprentissage.
En 1958, il participe à une audition au Royaume-Uni et en Irlande, organisée par le studio Walt Disney Pictures pour Darby O'Gill et les Farfadets (Darby O'Gill and the Little People, 1959).
Il est particulièrement remarqué pour son rôle dans le téléfilm Anna Karénine produit par Rudolph Cartier pour la BBC en 1961, où il partage l'affiche avec Claire Bloom.
Son premier rôle à la télévision américaine est celui d'un porteur dans un épisode de The Jack Benny Show.
En 1962, il participe à l'épopée de Le Jour le plus long (The Longest Day) dans le rôle de Flanaghan (dans la scène du débarquement sur la plage de Sword, il tombe à l'eau en sortant de la barge).

### James Bond: 1962-1971 et 1983

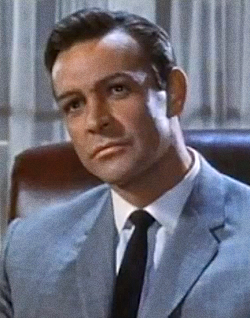
Sean Connery dans Pas de printemps pour Marnie (1964).

En 1961, le London Express organise un concours afin de trouver un acteur original pour le rôle de James Bond, l'agent 007, sorti de l'imagination de l'écrivain et ancien espion britannique Ian Fleming. Sean Connery remporte le concours devant pas moins de six cents candidats (dont David Niven, qui jouera James Bond dans la parodie Casino Royale, en 1967, James Mason ou encore Cary Grant), et va incarner le héros dans sept épisodes, six produits par EON Productions, la société d'Albert R. Broccoli et d'Harry Saltzman, et le septième non officiel produit par Warner Bros. :
- 1962 : James Bond 007 contre Dr No (Dr No), réalisé par Terence Young
- 1963 : Bons Baisers de Russie (From Russia with Love), réalisé par Terence Young
- 1964 : Goldfinger, réalisé par Guy Hamilton
- 1965 : Opération Tonnerre (Thunderball), réalisé par Terence Young
- 1967 : On ne vit que deux fois (You Only Live Twice), réalisé par Lewis Gilbert
- 1971 : Les diamants sont éternels (Diamonds Are Forever), réalisé par Guy Hamilton
- 1983 : Jamais plus jamais (Never Say Never Again), réalisé par Irvin Kershner (non officiel)

L'acteur est choisi par Harry Saltzman et Albert R. Broccoli après que les autres aspirants au rôle de James Bond ont été écartés, le budget restreint contraignant les producteurs à engager un acteur inconnu. Albert R. Broccoli explique que c'est en visionnant Darby O'Gill et les Farfadets (Darby O'Gill and the Little People) qu'il décida d'engager Sean Connery pour interpréter le personnage de James Bond.
Le créateur de James Bond, Ian Fleming, émet des réserves sur le choix de l'acteur : « He's not what I envisioned of James Bond looks » (« Il ne ressemble pas à l'idée que je me faisais de James Bond ») et « I’m looking for Commander Bond and not an overgrown stunt-man » (« Je recherche le capitaine de frégate Bond, pas un cascadeur qui a trop grandi »), ajoutant que Sean Connery (musclé, 1,88 m et écossais) n'est pas assez raffiné. Mais Ann Charterism, la compagne de Ian Fleming, objecte que Sean Connery a le « charisme sexuel requis ». Ian Fleming changera d'avis après la première triomphale de James Bond 007 contre Dr No (Dr. No) : il est tellement impressionné par la performance de Sean Connery qu'il imagine un héritage mi-écossais et mi-suisse pour le James Bond littéraire de ses prochains romans. C'est dans ce film qu'il prononce pour la première fois l'un des slogans les plus célèbres du cinéma mondial face à Eunice Gayson, interprète de Sylvia Trench, devant la table d'un casino, lors du dialogue suivant :
« J'admire votre courage, Mlle, euh… ?
— Trench, Sylvia Trench. J'admire votre chance, M… ?
— Bond, James Bond ».

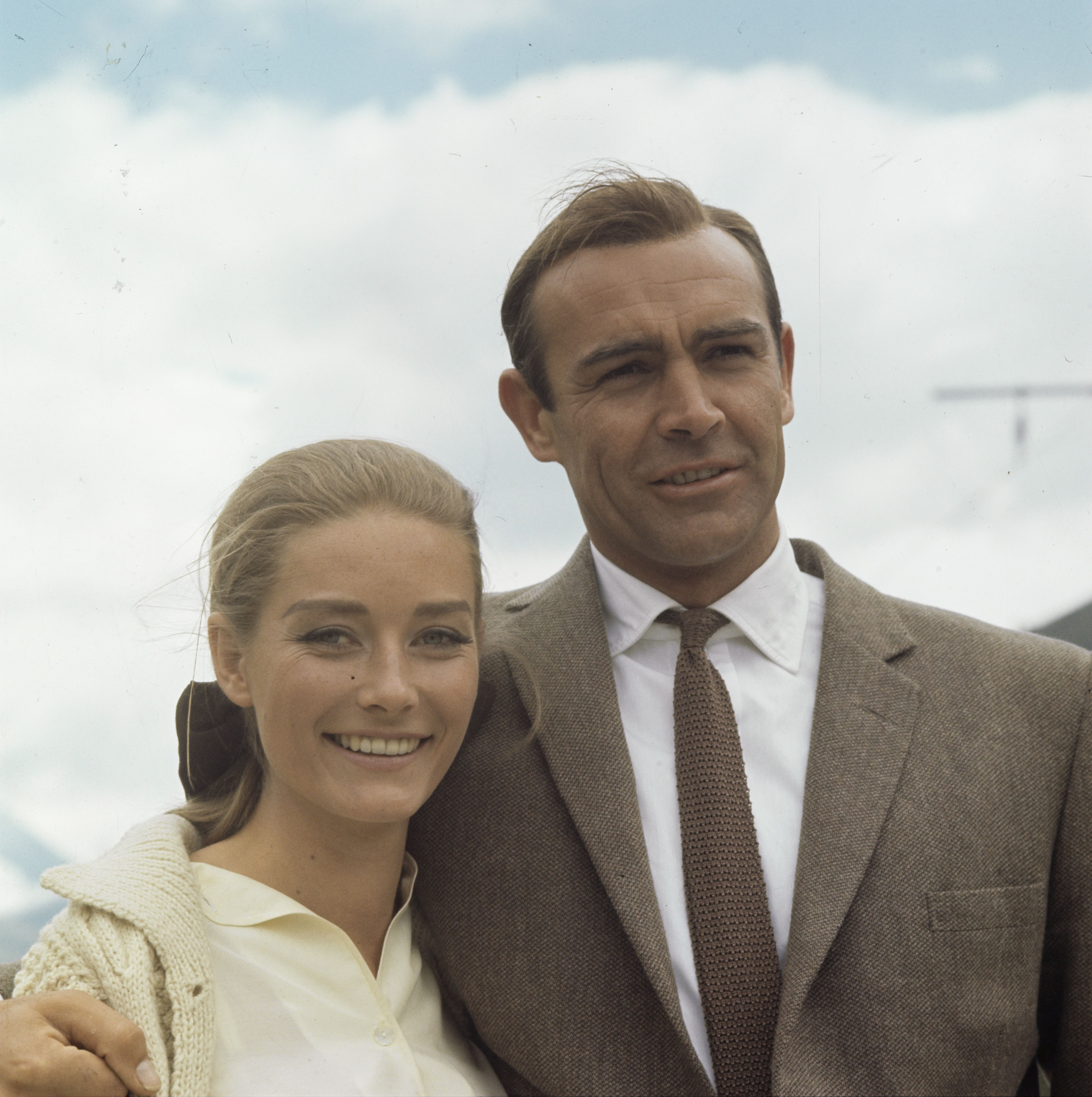
Sean Connery et Tania Mallet sur le tournage de Goldfinger (1964).

Le succès du film donne immédiatement à Sean Connery une dimension internationale et marque le début d’une prestigieuse filmographie, avec des cachets à la hauteur de sa notoriété croissante. Mais en juin 1967, après le tournage de On ne vit que deux fois (You Only Live Twice), il décide d'abandonner le rôle, lassé des scénarios répétitifs, du manque de développement du personnage, de l'association permanente entre lui et James Bond aux yeux du public et de la peur d'être prisonnier d'un seul emploi.

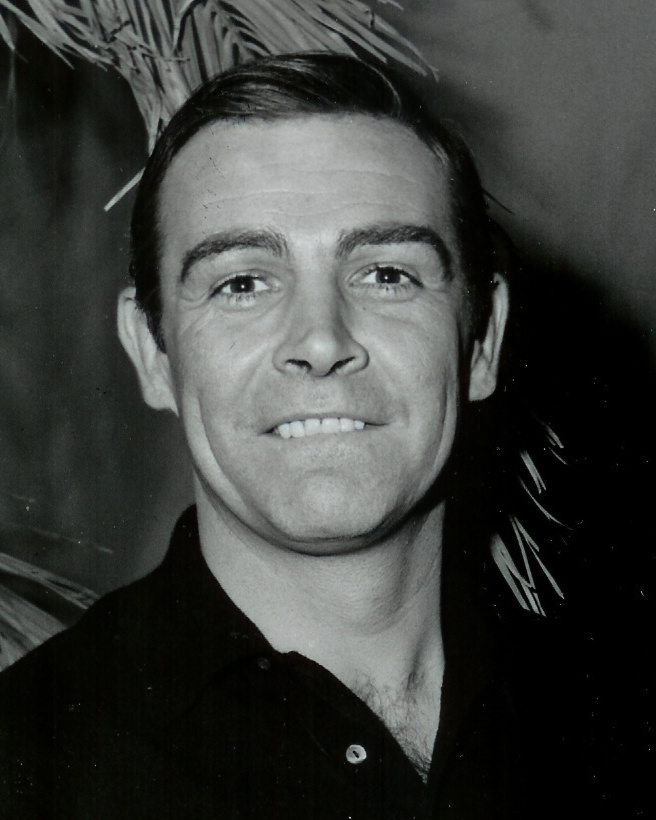
Sean Connery lors de la production du film Opération Tonnerre (1965).

Sa sixième et dernière participation officielle en tant que 007 a lieu dans l'épisode Les diamants sont éternels (Diamonds Are Forever) en 1971. Il s'agit du 7e épisode de la saga, George Lazenby incarnant l'agent 007 dans le 6e épisode : Au service secret de Sa Majesté (On Her Majesty's Secret Service). Sean Connery est payé un million de dollars pour ce rôle. En 1973, il décline l'offre de cinq millions de dollars pour tourner dans le film suivant Vivre et laisser mourir (Live and Let Die), qui consacrera le début de la prestation de Roger Moore dans le rôle du Commander Bond.
Le remake d’Opération Tonnerre (Thunderball) en 1983 voit Sean Connery revenir pour la septième et dernière fois en James Bond dans le film non officiel Jamais plus jamais (Never Say Never Again). Le titre du film vient d'un commentaire de Sean Connery à la fin des Diamants sont éternels (Diamonds Are Forever), sur le fait qu'il ne jouerait « plus jamais » le rôle de James Bond.
Après plus de quarante ans, l'interprétation de James Bond par Sean Connery reste pour certains la meilleure, malgré les interprétations populaires de George Lazenby, Roger Moore, Timothy Dalton, Pierce Brosnan et Daniel Craig.
Les sentiments de Sean Connery à propos du personnage de James Bond vont de l'affection au ressentiment : un jour, il dit qu'il déteste tellement le personnage qu'il pourrait le tuer, et un autre, qu'il n'a jamais détesté James Bond, mais qu'il aurait simplement voulu pouvoir en développer d'autres facettes. Il affirme également qu'il se souciait toujours de l'avenir du personnage et de la franchise, ayant été l'une de ses icônes pendant trop longtemps pour ne pas s'en inquiéter, et que tous les films avaient leurs points positifs.

### Collaboration avec Sidney Lumet
Sean Connery collabore plusieurs fois avec Sidney Lumet. Il s'agit, à chaque fois pour l'acteur, de produire des compositions dramatiques dans des œuvres ambitieuses. Drame antimilitariste avec La Colline des hommes perdus (The Hill, 1965), satire noire sur le Watergate avec Le Dossier Anderson (The Anderson Tapes, 1971), suspense divertissant avec Le Crime de l'Orient-Express (Murder on the Orient Express, 1974) et comédie dramatique avec Family Business (1989). The Offence (1973) marque le sommet de leur collaboration. La noirceur totale du film et son traitement radical poussent les distributeurs à annuler la sortie française. Le film est lentement devenu culte et, après des années de purgatoire, est finalement sorti en salle en France, presque 35 ans après sa réalisation.

### Autres films

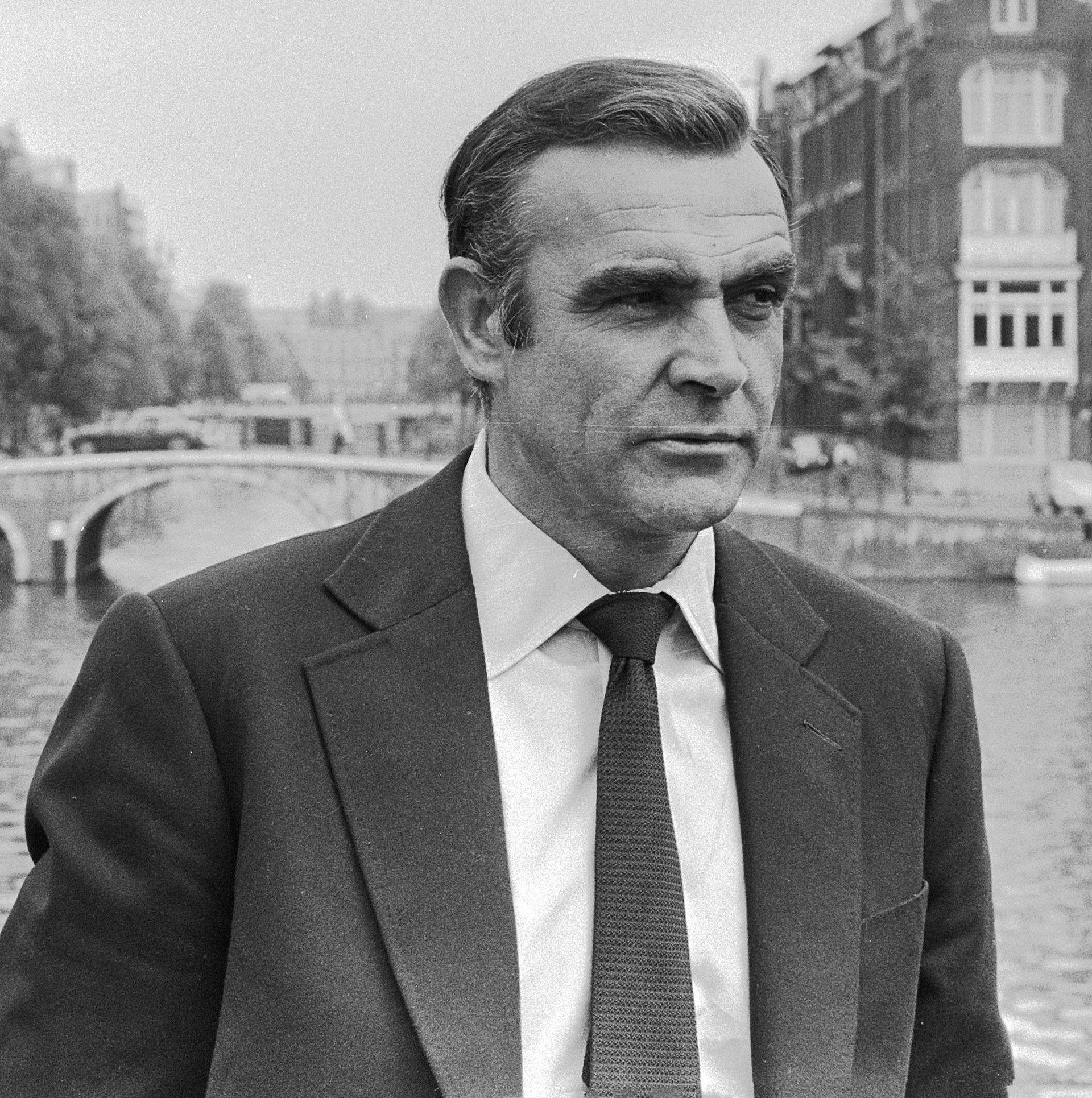
Sean Connery tournant Les diamants sont éternels à Amsterdam (1971).

Bien que James Bond soit son rôle le plus connu, Sean Connery réalise en parallèle une carrière brillante et tourne avec plusieurs des plus grands réalisateurs de son époque : Guy Hamilton, Alfred Hitchcock (Pas de printemps pour Marnie), John Huston (L'Homme qui voulut être roi), Richard Lester (Cuba), Richard Attenborough (Un pont trop loin), Steven Spielberg (Indiana Jones et la Dernière Croisade), Jean-Jacques Annaud (Le Nom de la rose) ou Brian De Palma (Les Incorruptibles), pour n’en citer que quelques-uns.
Ses interprétations du Colonel Arbuthnott dans Le Crime de l'Orient-Express (Murder on the Orient Express) de Sidney Lumet en 1974 et du cheik Mulay Hamid El Raisulil dans le film de John Milius Le Lion et le Vent (The Wind and the Lion), en 1975, lui valent une considérable renommée de la part de la critique et du public et font de lui un acteur à part entière, et non plus cantonné dans un seul rôle d'agent secret britannique.

En 1974, il tourne sous la direction de John Boorman l'étrange film de science-fiction Zardoz où il partage l'affiche avec Charlotte Rampling. Film culte pour les uns, « navet » catastrophique pour les autres, Zardoz divise encore critiques et spectateurs plusieurs décennies plus tard. Shalako (1968) est la seule incursion de la star dans le western ; ce film, où il donne la réplique à Brigitte Bardot, est peu aimé des amateurs du genre. Traître sur commande (The Molly Maguires) de Martin Ritt, est sabordé et gravement amputé lors de sa sortie éclair en 1969.

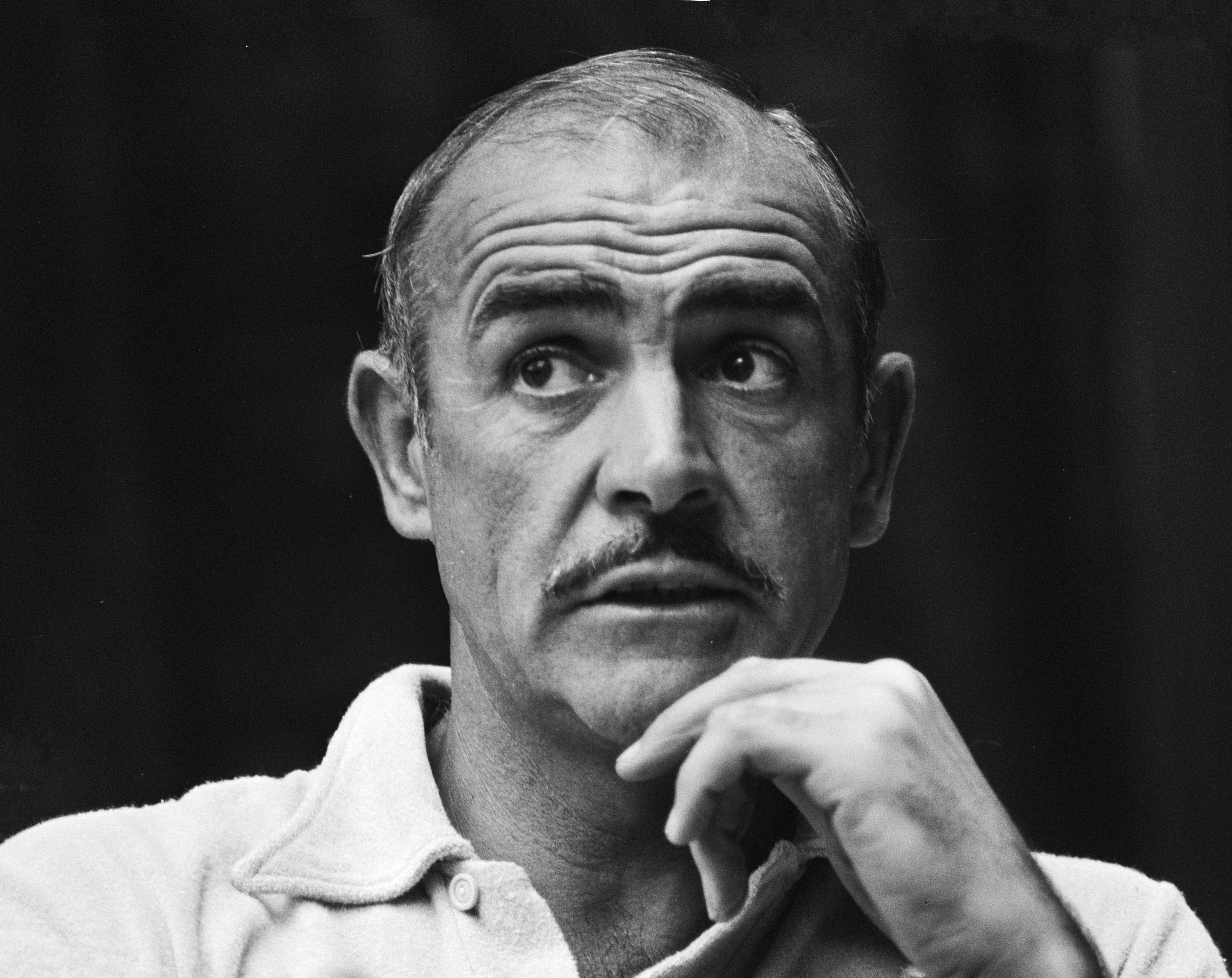
Sean Connery lors d'une conférence de presse à Amsterdam (1976).

La Rose et la Flèche (Robin and Marian) de Richard Lester sorti en 1976 offre à Sean Connery la possibilité de jouer un Robin des Bois vieillissant, immature et terrifié par la fuite du temps. Produit par un modeste studio (American International Pictures), Meteor est un échec commercial considéré comme ayant accompagné le déclin du genre du film catastrophe.
Au milieu des années 1980, Sean Connery tourne pour Cannon Group un film d'heroic fantasy, L'Épée du vaillant (Sword of the Valiant: The Legend of Sir Gawain and the Green Knight) de Stephen Weeks, adapté du roman de chevalerie Sire Gauvain et le Chevalier vert (Sir Gawain and the Green Knight). Le film, lourd échec commercial, est considéré comme un désastre artistique.
En 1982, Sean Connery fait une apparition dans la comédie de Terry Gilliam Bandits, bandits (Time Bandits) dans le rôle d'Agamemnon aux côtés des Monty Python. Le choix du casting vient d'une plaisanterie que le scénariste Michael Palin inclut dans le script, dans lequel il décrit le personnage d'Agamemnon comme étant « Sean Connery (ou quelqu'un d'une stature équivalente, mais moins cher) ». Après avoir lu le script, Sean Connery fut heureux de pouvoir jouer ce rôle secondaire.

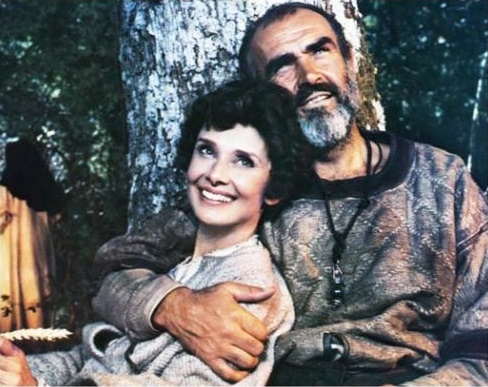
Audrey Hepburn et Sean Connery dans La Rose et la Flèche (1976).

Après son expérience dans Jamais plus jamais (Never Say Never Again), en 1983, et l'affaire judiciaire qui s'ensuit à propos des droits d'auteur, Sean Connery a une période de froid avec les majors et ne tourne plus pendant deux ans. En 1983, Fred Zinnemann, lequel, à 75 ans, signe là son testament cinématographique, le dirige dans Cinq jours, ce printemps-là (Five Days One Summer). La même année, son rôle secondaire dans Highlander, où il donne la réplique à Christophe Lambert, démontre son habileté à jouer les mentors pour de jeunes élèves, ce qui va devenir un rôle récurrent dans les films suivants notamment la production européenne Le Nom de la rose (The Name of the Rose) de Jean-Jacques Annaud, pour laquelle il reçoit le British Academy Film Award du meilleur acteur pour son rôle de Guillaume de Baskerville. L'intérêt de Sean Connery pour le cinéma est ravivé et sa carrière relancée.

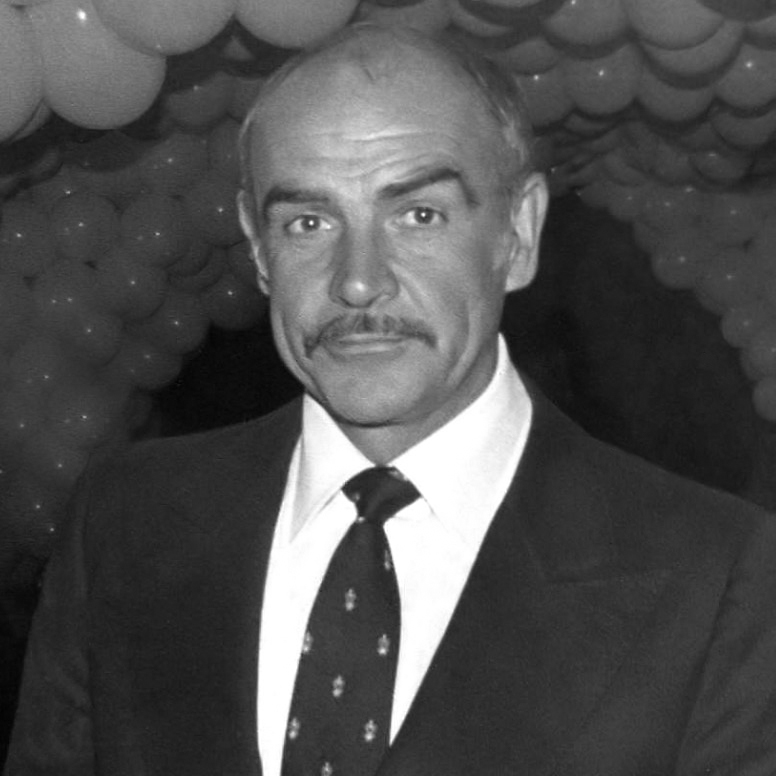
Sean Connery lors de la première de Seems Like Old Times (1980).

En 1987, sa performance remarquée dans le rôle d'un policier dans Les Incorruptibles (The Untouchables) lui vaut l'Oscar du meilleur acteur dans un second rôle. Les grands succès au box-office de films comme Indiana Jones et la Dernière Croisade (Indiana Jones and the Last Crusade, 1989), où il joue le professeur Henry Jones, père du personnage titre joué par Harrison Ford (bien qu'ils n'aient que 12 ans d'écart), À la poursuite d'Octobre rouge (The Hunt for Red October, 1990), l'un des épisodes de la série Jack Ryan créée par Tom Clancy, La Maison Russie (The Russia House, 1990), Rock (The Rock, 1996) ou encore Haute Voltige (Entrapment, 1999) le rétablissent comme étant un acteur capable de jouer des rôles majeurs. Ses rôles dans Indiana Jones et la Dernière Croisade (Indiana Jones and the Last Crusade) et Rock (The Rock) sont des clins d'œil à son passé d'agent 007 : Steven Spielberg et George Lucas voulaient que Sean Connery soit le « père d'Indiana Jones » puisque James Bond avait directement inspiré la série Indiana Jones, et son personnage dans Rock (The Rock) est un agent secret britannique emprisonné aux États-Unis dans les années 1960.
Choisissant ses rôles avec discernement, il parvient au fil du temps à modifier son image d’aventurier baroudeur pour afficher une solitude non dénuée d’humour. Il en joue en acceptant des rôles secondaires ou des caméos, mais toujours de prestige (Richard Cœur de Lion dans Robin des Bois, prince des voleurs (Robin Hood: Prince of Thieves) en 1991 ; le roi Arthur dans Lancelot, le premier chevalier (First Knight) en 1995). Certains des derniers films de Sean Connery sont mal accueillis par le public et la critique, comme le film adapté de la série britannique éponyme Chapeau melon et bottes de cuir (The Avengers) ou encore La Ligue des gentlemen extraordinaires (The League of Extraordinary Gentlemen), tirée de la bande dessinée d'Alan Moore, mais il reçoit aussi des retours positifs pour À la rencontre de Forrester (Finding Forrester) de Gus Van Sant en 2001 par exemple. Il a également été souvent critiqué pour ne jamais se défaire de son accent écossais, même lorsqu'il jouait des personnages russes ou irlandais, ce à quoi il a toujours répondu que c'était par respect pour son pays.

### Retraite

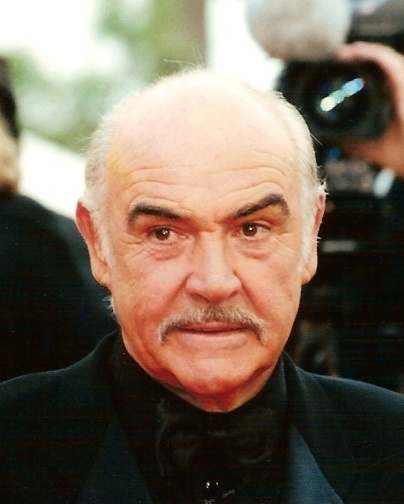
Sean Connery sur le tapis rouge du Festival de Cannes (1999).

En 2003, après le tournage du film La Ligue des gentlemen extraordinaires (The League of Extraordinary Gentlemen), il annonce sa retraite cinématographique. En décembre 2004, lors d'une interview pour le journal The Scotsman depuis sa maison aux Bahamas, Sean Connery explique qu'il souhaite faire une pause dans sa carrière d'acteur pour se consacrer à l'écriture de son autobiographie. Il révèle qu'il a reçu des offres pour tourner dans les trilogies Matrix (The Matrix) et Le Seigneur des anneaux (The Lord of the Rings), mais les a déclinées toutes les deux, affirmant « ne pas les comprendre ». Après le succès de ces productions, il a décidé d'accepter le rôle proposé dans La Ligue des gentlemen extraordinaires (The League of Extraordinary Gentlemen), bien qu'il « ne l'ait pas compris » non plus.
Un mois avant son 75e anniversaire, en juillet 2005, on rapporte qu'il a décidé de se retirer du cinéma après les désillusions que lui ont causées « the idiots now in Hollywood » (« les idiots qui sont maintenant à Hollywood ») et les désagréments survenus lors du tournage de La Ligue des gentlemen extraordinaires (The League of Extraordinary Gentlemen) en 2003, sans compter de mauvaises critiques, même si le film fut un succès au box-office. Il participe cependant aux interviews pour les bonus inclus dans le DVD du film. Il était prévu qu'il joue dans un film à 80 millions de dollars sur Saladin et les croisades qui aurait dû être filmé en Jordanie, mais le producteur Moustapha Akkad est tué lors des attentats du 9 novembre 2005 à Amman et le film est annulé. Toujours en 2005, il reprend le rôle de James Bond en prêtant sa voix au jeu vidéo James Bond 007 : Bons baisers de Russie (James Bond 007: From Russia with Love), développé par Electronic Arts, adaptation sur consoles de Bons Baisers de Russie (From Russia with Love).
Au Tartan Day de mars 2006 à New York (la journée de célébration des liens entre l'Écosse et les descendants d'immigrés écossais en Amérique du Nord), il confirme une nouvelle fois son désir de prendre sa retraite. Le 7 juin 2007, il dément les rumeurs selon lesquelles il ferait une apparition dans le quatrième épisode d'Indiana Jones, disant : « retirement is just too much fun » (« la retraite est simplement trop amusante »). Il apparaît cependant dans le film, en photo sur le bureau d'Indiana Jones. Sean Connery est malgré tout sorti de sa retraite en 2012 pour prêter sa voix à un petit film d'animation Sir Billi (en), inédit en France.

### Famille, vie privée et affaires financières

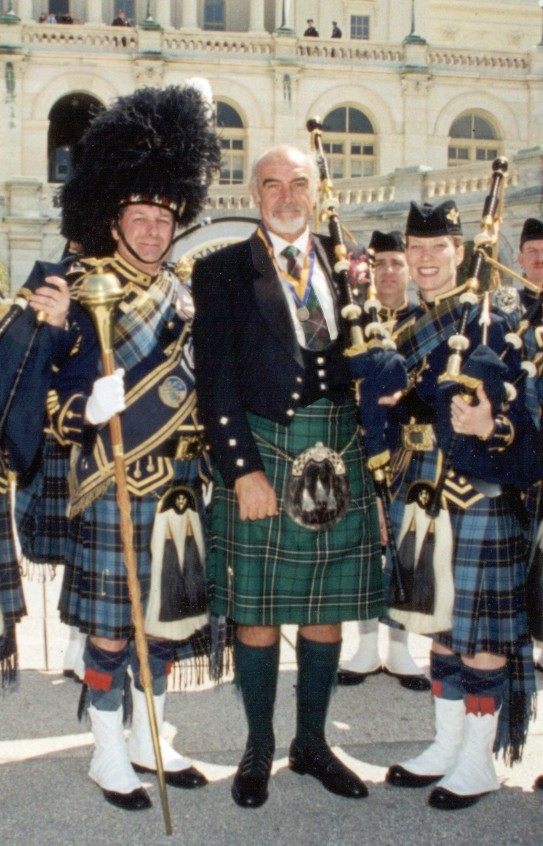
Sean Connery en kilt lors du Tartan Day à Washington (2004).

De 1962 à 1973, Sean Connery est marié à l'actrice australienne Diane Cilento. Leur fils Jason Connery, né à Londres le 11 janvier 1963, devient également acteur après des études dans une école d'art dramatique de Bristol, la Bristol Old Vic Theatre School.
En 1974, en raison d'une fiscalité qu'il juge trop lourde en Grande-Bretagne et parce qu'il se dit victime de discrimination politique, il décide de s'installer en Espagne. Avec Linda Christian, la première James Bond girl, il découvre la villa Casa Malibu. D'autres artistes y seront hébergés comme le chanteur populaire autrichien Christian Anders. Sean Connery écrira le poème When I lose my head in my pillow qu'Anders mettra en chanson ; sa femme Micheline en dessina la pochette.
Il se remarie à Gibraltar l'année suivante, avec une Niçoise, Micheline Roquebrune, qu'il surnomme « Mucha ». Ils se rencontrent la première fois en mars 1970 puis en 1973 lors du tournoi de golf de Mohammédia au Maroc. C'est le « coup de foudre » mais leurs divorces respectifs seront difficiles.
À partir de la fin des années 1970, « Mucha » découvre que Sean Connery n'est pas bien conseillé et elle épluche ses comptes en vue de faire valoir ses droits financiers contre les producteurs ou les studios de cinéma. En 1977, l'acteur poursuit ainsi Allied Artists, pour qui il avait joué dans L'homme qui voulait être roi, réclamant un cachet de 63 000 £ et des dommages et intérêts.
Au début des années 1980, Sean Connery poursuit Kenneth Richards, son conseiller financier qui a hypothéqué les biens de l'acteur à son insu. Lorsqu'il s'en aperçoit, son patrimoine, évalué à 6 millions de livres sterling, appartient de facto à des banques. À l'issue des poursuites pour détournement de fonds et escroquerie, l'acteur obtient 2,8 millions de livres sterling de dommages et intérêts.
Il se brouille également pendant quelques années avec MGM-UA Entertainment Co et Albert R. Broccoli, le producteur de la série des James Bond.
« Mucha » identifie ensuite Michael Ovitz comme agent digne de confiance pour Sean Connery. L'homme, co-créateur de l'agence Creative Artists Agency de 1975 à 1995, sera le no 1 des imprésarios pour Hollywood.

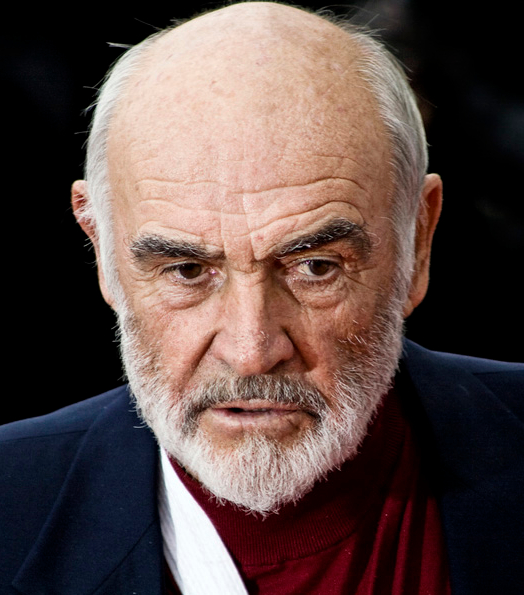
Sean Connery lors du festival international du film d'Édimbourg (2008).

En 2008, à propos des relations qu'il entretient avec son fils Jason, son ex-épouse déclare : « Mon fils n'a jamais reçu un centime de son père et il n'a aucune intention de lui laisser une part de son importante fortune. » Elle affirme également que Jason est accusé par son père de n'obtenir du travail que grâce à son illustre filiation.
En 2010, Sean Connery est poursuivi pour évasion fiscale sur des opérations immobilières douteuses dans le sud de l'Espagne, mais il est finalement blanchi de tout soupçon, contrairement à son épouse ainsi que seize autres personnes poursuivies, elles, pour fraude fiscale.

### Engagement politique
À partir des années 1990, Sean Connery s'engage pour l'indépendance de l'Écosse, en devenant un des principaux contributeurs du Parti national écossais et en militant activement lors de chaque élection.
Cette prise de position retarde son anoblissement par la reine Élisabeth II du Royaume-Uni, qui lui remet cependant les insignes de chevalier (Knight Bachelor's Badge) le 5 juillet 2000, cérémonie au cours de laquelle il arbore un costume traditionnel écossais dont le fameux kilt : une première qui fait s'émouvoir la presse britannique conservatrice.

### Mort
Dans la nuit du 30 au 31 octobre 2020, Sean Connery meurt de vieillesse dans son sommeil à Lyford Cay, une résidence fermée située à Nassau, aux Bahamas, à l'âge de 90 ans. Son épouse, Micheline Roquebrune, révèle qu'il souffrait de démence depuis un certain temps. D'après sa famille, il y aura une « cérémonie privée suivie d'un mémorial à planifier une fois que le virus aura cessé ». Le site TMZ publie le certificat de décès de Sean Connery mentionnant qu'il est mort d'insuffisance respiratoire due à la vieillesse ayant entraîné une fibrillation atriale,.
Les producteurs de James Bond Michael G. Wilson et Barbara Broccoli ont publié une déclaration disant : « Il a révolutionné le monde avec son portrait cruel et spirituel de l'agent secret sexy et charismatique. Il est sans aucun doute largement responsable du succès de la série et nous lui en serons éternellement reconnaissants »,. Pour certains, ses propos complaisants à l'égard des violences conjugales ressortis à l'occasion de sa mort, ternissent son image.

## Filmographie

### Acteur

#### Années 1950
- 1955 : Voyage en Birmanie (Lilacs in the Spring) de Herbert Wilcox (non crédité)
- 1957 : Train d'enfer (Hell Drivers) de Cy Endfield : Johnny Kates, un chauffeur
- 1957 : Au bord du volcan (Action of the Tiger) de Terence Young : Mike
- 1957 : Time Lock (en) de Gerald Thomas : le deuxième soudeur
- 1957 : Les Criminels de Londres (en) (No Road Back) de Montgomery Tully : Spike
- 1958 : Je pleure mon amour (Another Time, Another Place) de Lewis Allen : Mark Trevor
- 1958 : Atlantique, latitude 41° (A Night to Remember) de Roy Ward Baker : un homme de pont du Titanic (non crédité)
- 1959 : Darby O'Gill et les Farfadets (Darby O'Gill and the Little People) de Robert Stevenson : Michael McBride
- 1959 : La Plus Grande Aventure de Tarzan (Tarzan's Greatest Adventure) de John Guillermin : O'Bannion

#### Années 1960
- 1961 : Deux des commandos (On the Fiddle) de Cyril Frankel : Pedlar Pascoe
- 1961 : L'Enquête mystérieuse (The Frightened City) de John Lemont (en) : Paddy Damion
- 1962 : Le Jour le plus long (The Longest Day) de Ken Annakin, Andrew Marton, Bernhard Wicki, Gerd Oswald et Darryl F. Zanuck : le soldat Flanagan
- 1962 : James Bond 007 contre Dr No (Dr. No) de Terence Young : James Bond
- 1963 : Bons Baisers de Russie (From Russia with Love) de Terence Young : James Bond
- 1964 : La Femme de paille (Woman of Straw) de Basil Dearden : Anthony Richmond
- 1964 : Pas de printemps pour Marnie (Marnie) d'Alfred Hitchcock : Mark Rutland
- 1964 : Goldfinger de Guy Hamilton : James Bond
- 1965 : La Colline des hommes perdus (The Hill) de Sidney Lumet : Joe Roberts
- 1965 : Opération Tonnerre (Thunderball) de Terence Young : James Bond
- 1966 : L'Homme à la tête fêlée (A Fine Madness) d'Irvin Kershner : Samson Shillitoe
- 1966 : Un monde nouveau (Un mondo nuovo) de Vittorio De Sica : lui-même (caméo)
- 1967 : On ne vit que deux fois (You Only Live Twice) de Lewis Gilbert : James Bond
- 1968 : Shalako d'Edward Dmytryk : Moses Zebulon « Shalako » Carlin
- 1969 : La Tente rouge (Красная палатка — Krasnaya palatka) de Mikhaïl Kalatozov : Roald Amundsen

#### Années 1970
- 1970 : Traître sur commande (The Molly Maguires) de Martin Ritt : Jack Kehoe
- 1971 : Le Dossier Anderson (The Anderson Tapes) de Sidney Lumet : John Anderson
- 1971 : Les diamants sont éternels (Diamonds Are Forever) de Guy Hamilton : James Bond
- 1972 : España campo de golf, court-métrage de Raúl Peña : lui-même (caméo)
- 1973 : The Offence de Sidney Lumet : Inspecteur Johnson
- 1974 : Zardoz de John Boorman : Zed
- 1974 : Le Crime de l'Orient-Express (Murder on the Orient Express) de Sidney Lumet : Colonel Arbuthnott
- 1974 : Un homme voit rouge (Ransom) de Caspar Wrede (en) : Colonel Nils Tahlvik
- 1975 : L'Homme qui voulut être roi (The Man Who Would Be King) de John Huston : Daniel Dravot
- 1975 : Le Lion et le Vent (The Wind and the Lion) de John Milius : Cheik Mulai Ahmed er Raïsuli
- 1976 : La Rose et la Flèche (Robin and Marian) de Richard Lester : Robin des Bois
- 1976 : Meurtre pour un homme seul (The Next Man) de Richard C. Sarafian : Khalil Abdul-Muhsen
- 1977 : Un pont trop loin (A Bridge Too Far) de Richard Attenborough : Major-général Robert Urquhart
- 1979 : La Grande Attaque du train d'or (The First Great Train Robbery) de Michael Crichton : Edward Pierce
- 1979 : Cuba de Richard Lester : Major Robert Dapes
- 1979 : Météore de Ronald Neame : Dr Paul Bradley

#### Années 1980
- 1981 : Outland : Loin de la terre (Outland) de Peter Hyams : le prévôt William T. O'Niel
- 1981 : Bandits, bandits (Time Bandits) de Terry Gilliam : le roi Agamemnon / le pompier
- 1982 : Meurtres en direct (Wrong Is Right) de Richard Brooks : Patrick Hale
- 1983 : Cinq Jours, ce printemps-là (Five Days One Summer) de Fred Zinnemann : Douglas Meredith
- 1983 : Jamais plus jamais (Never Say Never Again) d'Irvin Kershner : James Bond
- 1984 : L'Épée du vaillant (Sword of the Valiant: The Legend of Sir Gawain and the Green Knight) de Stephen Weeks : le Chevalier Vert
- 1986 : Le Nom de la rose (The Name of the Rose) de Jean-Jacques Annaud : Guillaume de Baskerville
- 1986 : Highlander de Russell Mulcahy : Juan Sanchez Villa-Lobos Ramirez
- 1987 : Les Incorruptibles (The Untouchables) de Brian De Palma : Jim Malone
- 1988 : Presidio : Base militaire, San Francisco (The Presidio) de Peter Hyams : Lieutenant-colonel Alan Caldwell
- 1988 : Drôles de confidences (Memories of Me) de Henry Winkler : lui-même (caméo)
- 1989 : Indiana Jones et la Dernière Croisade (Indiana Jones and the Last Crusade) de Steven Spielberg : le professeur Henry Jones Sr.
- 1989 : Family Business de Sidney Lumet : Jessie McMullen

#### Années 1990-2010
- 1990 : À la poursuite d'Octobre rouge (The Hunt for Red October) de John McTiernan : le commandant Marko Ramius
- 1990 : La Maison Russie (The Russia House) de Fred Schepisi : Bartholomew « Barley » Scott Blair
- 1991 : Robin des Bois, prince des voleurs (Robin Hood: Prince of Thieves) de Kevin Reynolds : le roi Richard Cœur de Lion (caméo)
- 1991 : Highlander, le retour (Highlander II: The Quickening) de Russell Mulcahy : Juan Sanchez Villa-Lobos Ramirez
- 1992 : Medicine Man de John McTiernan : Dr. Robert Campbell
- 1993 : Soleil levant (Rising Sun) de Philip Kaufman : le capitaine John Connor
- 1994 : Un Anglais sous les tropiques (A Good Man in Africa) de Bruce Beresford : Dr Alex Murray
- 1995 : Juste Cause (Just Cause) d'Arne Glimcher : Paul Armstrong
- 1995 : Lancelot, le premier chevalier (First Knight) de Jerry Zucker : le roi Arthur
- 1996 : Rock (The Rock) de Michael Bay : le capitaine John Patrick Mason
- 1996 : Cœur de dragon (Dragonheart) de Rob Cohen : Draco (voix)
- 1998 : Chapeau melon et bottes de cuir (The Avengers) de Jeremiah S. Chechik : Sir August de Wynter
- 1998 : La Carte du cœur (Playing by Heart) de Willard Carroll (en) : Paul
- 1999 : Haute Voltige (Entrapment) de Jon Amiel : Robert « Mac » MacDougal
- 2001 : À la rencontre de Forrester (Finding Forrester) de Gus Van Sant : William Forrester
- 2003 : La Ligue des gentlemen extraordinaires (The League of Extraordinary Gentlemen) de Stephen Norrington : Allan Quatermain
- 2006 : publicité Citroën C5 : lui-même
- 2012 : Sir Billi (en) de Sascha Hartmann : Sir Billi (voix)

### Producteur
- 1992 : Medicine Man de John McTiernan
- 1993 : Soleil levant (Rising Sun) de Philip Kaufman
- 1995 : Juste Cause (Just Cause) d'Arne Glimcher
- 1996 : Rock (The Rock) de Michael Bay
- 1999 : Haute Voltige (Entrapment) de Jon Amiel
- 2001 : À la rencontre de Forrester (Finding Forrester) de Gus Van Sant
- 2003 : La Ligue des gentlemen extraordinaires (The League of Extraordinary Gentlemen) de Stephen Norrington
- 2012 : Sir Billi (en) aussi connu sous le titre Guardian of the Highlands de Sascha Hartmann

## Distinctions

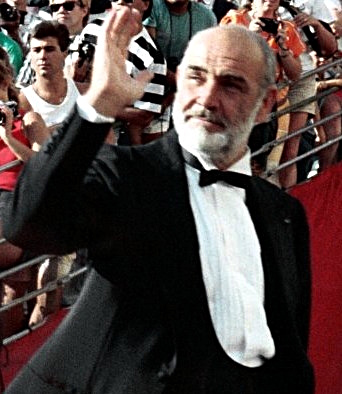
Sean Connery saluant le public lors des Oscars du cinéma (1988).

De nombreuses récompenses et distinctions balisent la longue carrière de Sean Connery, parmi lesquelles un Oscar du meilleur acteur dans un second rôle et un Golden Globe du meilleur acteur dans un second rôle pour Les Incorruptibles (The Untouchables), ainsi qu'un British Academy Film Award du meilleur acteur pour Le Nom de la rose (The Name of the Rose) en 1988, un Fellowship Award (BAFTA d'honneur pour son « exceptionnelle contribution au cinéma mondial ») en 1990 et un American Film Institute Life Achievement Awards décerné par l'American Film Institute pour l'ensemble de sa carrière en 2006.
Sean Connery a fondé en 1971 le Scottish International Education Trust avec le champion automobile Jackie Stewart, en versant la totalité de ses revenus du film Les diamants sont éternels (Diamonds Are Forever). Il est par ailleurs docteur honoris causa des universités de St Andrews et Heriot-Watt (Écosse) et membre honoraire de la Royal Conservatoire of Scotland.
En France, il a été fait commandeur des Arts et des Lettres et chevalier dans l'ordre national de la Légion d'honneur.

### Récompenses
- Laurel Awards 1964 : Golden Laurel de la révélation masculine
- Laurel Awards 1965 : Golden Laurel de la meilleure interprétation dans un film d'action pour Goldfinger
- Laurel Awards 1966 : Golden Laurel de la meilleure interprétation dans un film d'action pour Opération Tonnerre
- Golden Globes 1972 : Henrietta Award, partagé avec Charles Bronson
- ShoWest Convention 1982 : Star internationale de l'année
- Hasty Pudding Theatricals 1984 : Homme de l'année
- Bambi Awards 1985
- German Film Awards 1987 : Meilleur acteur pour Le Nom de la rose
- BAFTA Awards 1988 : Meilleur acteur pour Le Nom de la rose
- Golden Globe Awards 1988 : Meilleur acteur dans un second rôle pour Les Incorruptibles
- Kansas City Film Critics Circle Awards 1988 : Meilleur acteur dans un second rôle pour Les Incorruptibles
- London Critics Circle Film Awards 1988 : Acteur de l'année pour Les Incorruptibles (ex æquo avec Gary Oldman dans Prick Up Your Ears)
- Oscars 1988 : Meilleur acteur dans un second rôle pour Les Incorruptibles
- MTV Movie Awards 1993 : Prix pour l'ensemble de sa carrière
- Saturn Awards 1995 : Lifetime Achievement Award
- Golden Globes 1996 : Cecil B. DeMille Award
- MTV Movie Awards 1997 : Meilleur duo à l'écran pour Rock, partagé avec Nicolas Cage
- Blockbuster Entertainment Awards 1997 : Meilleur second rôle masculin dans un film d'action/aventure pour Rock
- BAFTA Awards 1998 : Academy Fellowship
- Prix du cinéma européen 1999 : Prix Jameson du public - Acteur européen de l'année pour Haute Voltige
- ShoWest Convention 1999 : Prix pour l'ensemble de sa carrière
- Telegatto 2002 : Récompense spéciale du cinéma à la télévision
- Festival international du film de Karlovy Vary 2002 : Prix spécial pour sa contribution exceptionnelle au cinéma mondial
- Prix du cinéma européen 2005 : Prix pour l'ensemble de sa carrière
- American Film Institute 2006 : Prix pour l'ensemble de sa carrière
- Festival international du film de Rome 2006 : Prix Marc-Aurèle

### Nominations
- Laurel Awards 1964 : Meilleure interprétation dans un film d'action (3e place) pour James Bond 007 contre Dr No de Terence Young (1963)
- Laurel Awards 1965 : Meilleur acteur (3e place)
- Golden Globes 1966 : Henrietta Award
- Laurel Awards 1966 : Meilleur acteur (7e place)
- Laurel Awards 1967 : Meilleur acteur (8e place)
- Golden Globes 1969 : Henrietta Award
- Saturn Awards 1982 : Meilleur acteur pour Outland
- BAFTA Awards 1988 : Meilleur acteur dans un second rôle pour Les Incorruptibles
- BAFTA Awards 1990 : Meilleur acteur dans un second rôle pour Indiana Jones et la Dernière Croisade
- Golden Globes 1990 : Meilleur acteur dans un second rôle pour Indiana Jones et la Dernière Croisade
- Laurel Awards 1990 : Meilleur acteur (11e place)
- BAFTA Awards 1991 : Meilleur acteur pour À la poursuite d'Octobre rouge
- Razzie Awards 1999 : Pire acteur dans un second rôle pour Chapeau melon et bottes de cuir
- Blockbuster Entertainment Awards 2000 : Acteur préféré dans un film d'action pour Haute Voltige
- Razzie Awards 2000 : Pire couple à l'écran pour Haute Voltige, partagé avec Catherine Zeta-Jones
- Satellite Awards 2001 : Meilleur acteur dans un drame pour À la rencontre de Forrester

## Hommage

### Astronomie
- Un astéroïde porte son nom : (13070) Seanconnery.

### Dans la culture populaire
- Dans l'édition originale du jeu Metal Gear 2: Solid Snake, le personnage de Big Boss a les mêmes traits que l'acteur.
- Sean Connery a été parodié dans un album d'Astérix, L'Odyssée d'Astérix sous les traits du druide Zérozérosix[52], qui est en réalité un espion envoyé par Jules César travaillant au service de la police secrète romaine, sous les ordres de Caius Soutienmordicus. Il cherche ainsi à percer le secret de la fameuse potion magique du druide Panoramix. Il use de toutes sortes de subterfuges, notamment en se servant d'une mouche dressée.
- La sonorité de son nom en français, homophone du mot d'argot « connerie(s) » a permis de nombreuses blagues en français : le Télémagouille[53] des Inconnus, OSS 117 : Le Caire, nid d'espions[54], Se souvenir des belles choses, etc.
- Une de ses répliques dans le film de Gus Van Sant À la rencontre de Forrester (« You're the man now, dog! ») a inspiré le nom du site web YTMND.

### Documentaire
Sean Connery vs James Bond de Gregory Monro (2022).

## Voix francophones
En France, Jean-Claude Michel a été la voix française régulière de Sean Connery pendant plus de 35 ans,,. En revanche, le doublage des films James Bond (à l'exception de Jamais plus jamais, qui ne fait toutefois pas partie de la saga officielle) a été assuré par Jean-Pierre Duclos. Ce dernier reprend également le rôle pour le jeu vidéo Bons baisers de Russie (James Bond 007: From Russia with Love) et le double dans le film La Femme de paille (Woman of Straw). Occasionnellement, il a été doublé à trois reprises par Bernard Dhéran et par Léon Dony. 
À titre exceptionnel, il a été doublé par Maurice Dorléac dans Train d'enfer (Hell Drivers), Roland Ménard dans Je pleure mon amour (Another Time, Another Place), Jean Martinelli dans La Plus Grande Aventure de Tarzan (Tarzan's Greatest Adventure), Marcel Bozzuffi dans L'Enquête mystérieuse (The Frightened City), Henry Djanik dans Le Jour le plus long (The Longest Day), Sady Rebbot dans Le Crime de l'Orient-Express (Murder on the Orient Express), Pierre Hatet dans Un pont trop loin (A Bridge Too Far), Bernard Woringer dans L'Épée du vaillant (Sword of the Valiant: The Legend of Sir Gawain and the Green Knight), Claude Giraud dans Le Nom de la rose (The Name of the Rose) ou encore Henri Poirier dans le second doublage de Robin des Bois, prince des voleurs (Robin Hood: Prince of Thieves).
Philippe Noiret double la voix de Sean Connery pour le personnage animé Draco dans Cœur de dragon (Dragonheart) tandis que Martin Spinhayer remplace Jean-Claude Michel dans la version Renegade de Highlander, le retour (Highlander II: The Quickening).
Au Québec, Ronald France et Yves Massicotte ont été les deux seuls comédiens à avoir doublé Sean Connery.
Versions françaises
- Jean-Claude Michel dans L'Homme qui voulut être roi, Jamais plus jamais, Highlander 1 et 2, Les Incorruptibles, À la poursuite d'Octobre rouge, Rock, Haute Voltige[55],[56],[57], etc.
- Jean-Pierre Duclos dans les films James Bond à l'exception de Jamais plus jamais, La Femme de paille[58].
- Bernard Dhéran dans La Grande Attaque du train d'or, À la rencontre de Forrester, La Ligue des gentlemen extraordinaires[60].
- Léon Dony dans Un Anglais sous les tropiques, Juste Cause, Lancelot, le premier chevalier.

### Filmographie
- Portrait de Sean Connery en vidéos sur le site de l'Institut national de l'audiovisuel (INA)
- 2022 : Sean Connery vs James Bond, documentaire de Grégory Monro